# Alex Sherzer
Alex Sherzer (ur. 1 lutego 1971) – amerykański szachista, arcymistrz od 1993 roku.

## Kariera szachowa
Na przełomie lat 80. i 90. XX wieku należał do czołówki amerykańskich juniorów. Reprezentował swój kraj na mistrzostwach świata w Río Gallegos (1986, do 16 lat), Aguadilla (1989, do 18 lat, zdobywając tytuł wicemistrza świata), Santiago (1990, do 20 lat) i Mamaia (1991, do 20 lat). W 1991 zdobył tytuł mistrza kraju juniorów, natomiast w 1992 zajął III m. (za Patrickiem Wolffem i Borisem Gulko) w rozegranym w Durango finale indywidualnych mistrzostw Stanów Zjednoczonych, dzięki czemu zakwalifikował się do rozegranego w następnym roku w Biel/Bienne turnieju międzystrefowego (eliminacji mistrzostw świata. W turnieju tym, rozegranym systemem szwajcarskim, zajął odległe 61. miejsce (wśród 73 uczestników).
Do jego sukcesów w turniejach międzynarodowych należą m.in. I m. w Helsinkach (1990), I m. w Budapeszcie (1998, turniej First Saturday FS04 GM) oraz dz. II m. w Budapeszcie (2001, First Saturday FS02 GM, za Heikki Kallio, wspólnie z Ádámem Horváthem).
Od 2001 w turniejach klasyfikowanych przez Międzynarodową Federację Szachową występuje bardzo rzadko. Najwyższy ranking w karierze osiągnął 1 lipca 2004, z wynikiem 2504 punktów zajmował wówczas 30. miejsce wśród amerykańskich szachistów.